# Philoponella congregabilis
Philoponella congregabilis là một loài nhện trong họ Uloboridae.
Loài này thuộc chi Philoponella. Philoponella congregabilis được William Joseph Rainbow miêu tả năm 1916.